# Aceite secante

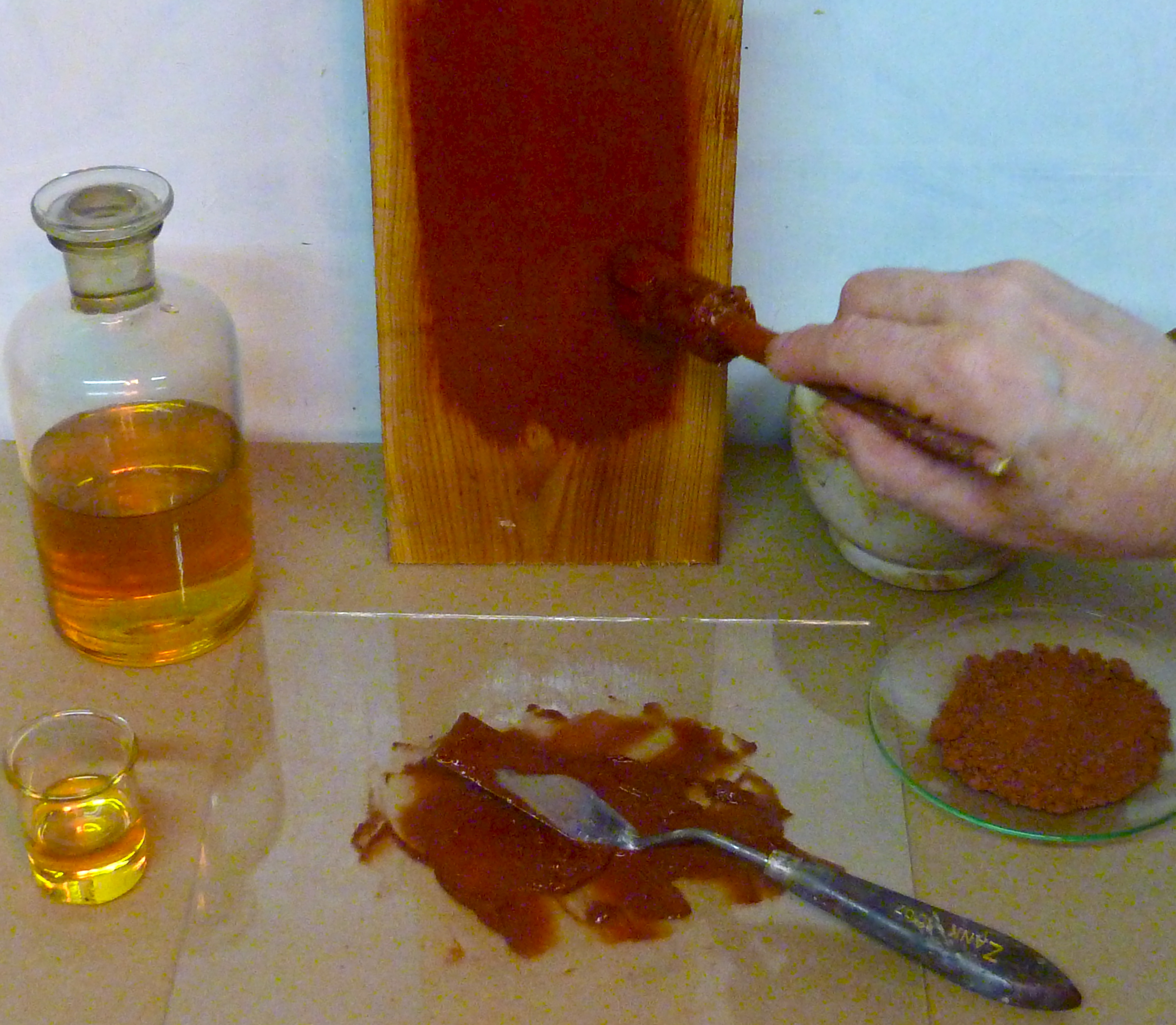
Aceite de linaza; aceite secante habitualmente utilizado en la preparación de pigmentos para pintura al óleo

Un aceite secante o aceite que se seca es un aceite que se endurece y se convierte en una resina seca y dura tras estar expuesto al aire durante algún tiempo. El término "secar" en realidad es incorrecto, ya que el aceite no se endurece por efecto de la evaporación de agua u otros solventes, sino como consecuencia de una reacción fotoquímica de oxidación que conduce a la formación de enlaces cruzados C-O-C. Los aceites secante están constituidos principalmente por triglicéridos de ácidos grasos insaturados, como el ácido linolénico y el ácido linoleico, componentes mayoritarios del aceite de linaza. Otros aceites secantes formados por triglicéridos son el aceite de Tung, el de cárcamo, el aceite de castor deshidratado, el aceite de semilla de amapola, aceite de perilla y aceite de nogal. Los aceites secantes se utilizan en recubrimientos, pinturas, barnices, esmaltes y lacas.

## Otra bibliografía
- Flanders, Peggy J. “How Oils Dry.” www.peggyflanders.com. 5 de mayo de 2006 <http://www.peggyflanders.com/Information/how_oils_dry.htm>
- Friedman, Ann, et al. “Painting.” www.worldbookonline.com. 2006. 46 Stetson St. #5 Brookline, MA. 10 de mayo de 2006 <https://web.archive.org/web/20110109192159/http://www.worldbookonline.com/wb/Article?id=ar410780>
- “History of Oil Paint.” www.cyberlipid.org. 5 de mayo de 2006 <https://web.archive.org/web/20090916174446/http://www.cyberlipid.org/perox/oxid0011.htm>
- van den Berg, Jorit D.J. “Mobile and Stationary Phases in Traditional Aged Oil Paint.” www.amolf.nl 2002. MOLART. 8 de mayo de 2006 <https://web.archive.org/web/20070927045953/http://www.nwo.nl/nwohome.nsf/pages/NWOP_62WDAG/%24file/molart%20eindverslag.pdf>